# Nicolas Marie-Noel Robert
Nicolas Marie-Noel Robert, född 1761 i Frankrike, död 1828, var en fransk ballongtillverkare. Han var bror till Anne-Jean Robert.
Robert var tillsammans med Jacques Charles den första person som flög en vätgasballong vid en uppstigning 1783 från Paris. Ballongen tillverkades av bröderna Robert efter en idé från Charles. Bödernas namn feltolkas ofta i litteraturen till Ainé och Cadet som betyder senior och junior.